# Fridtjof Joensen
Fridtjof Joensen født den 03-09 1920 í Mikladalur, død 19-07 1988 i Tórshavn, var en færøsk billedhugger. Hans forældre var Poul J. og Bernhardina Johansen. Han blev den 30.08 1952 gift i Klaksvík med Karin Eliasen (1922-1974). 
Fridtjof Joensen blev 1945 uddannet som maskinmester på Motorfabrikken Tuxham A/S i København. Han sejlede i flere år som maskinmester på trawlere og arbejdede som smed, men brugte også en del af sin fritid til at skære figurer i træ. Fra 1967 til 1970 var han elev på Det Kongelige Danske Kunstakademis billedhuggerskole i København under Mogens Bøggild. Joensen skildrede blandt andet fiskernes og bøndernes arbejde i relieffer i træ eller af sammensatte materialer. I flere bygder og byer på Færøerne kan man se Joensens skulpturer og relieffer, hvoraf mange er mindesmærker over druknede søfolk. De fleste er naturalistiske figurgrupper, støbt i bronze. Han har endvidere udført en række portrætbuster. I 1980erne arbejdede han mere frit og eksperimenterende, som blandt andet kom til udtryk i skulpturer smedet i jern, stål, kobber eller aluminium. Han har også udført dekorative collager af sammensatte materialer, og i en række nonfigurative skulpturer har han også eksperimenteret med kubistiskegrundformer. 

## Udstillinger
- Norðoyastevnuframsýningin
- 1960, 1962-64, 1966, 1968-71, 1975, 1978-79, 1981, 1987 Tórshavn.
- Forår 1968 Charl.
- 1970 Færøsk kunst, Bergens Kunstforening.
- 1971 Skulptur i Eventyrhaven og Rådhushallen i Odense.
- 1976 Færøsk Kunst, Den frie Udstillingsbygning.
- 1976-77 Sammenslutningen af Danske Kunstforeninger, Nordjyllands Kunstmuseum

## Værker
- Fletting (figurgruppe i, fyrretræ, relief 1967, Føroya Banki).
- Kvinnuhøvur (fyrretræ, 1970, Listasavn Føroya).
- Moder og og barn (fyrretræ, 1987, smst.).

## Mindesmærker, skulpturer
- Moder og barn og barn (figurgruppe, bronze, 1975, Eiði).
- Tørvefolk (figurgruppe, bronze 1975, Rituvík).
- Børn og både (figurgruppe, bronzerelief, 1976, Klaksvík).
- Mindesmærke i Vágur (Kvinna við róðuri, (kobber, 1977, Vágur).
- Mindesmærke i Gjógv.

## Ekstern henvisning og kilde
- Weilbachs Kunstnerleksikon Arkiveret 1. februar 2016 hos  Wayback Machine